# 納爾若夫斯凱霍里
納爾若夫斯凱霍里是捷克的城鎮，位於該國西南部，距離首府皮爾森48公里，由比爾森州負責管轄，面積51.28平方公里，海拔高度494米，2006年人口1,237。

## 外部連結
- Czech Statistical Office: Municipalities of Klatovy District